# Friedrich Emmert
Johann Friedrich Emmert (* 18. September 1802; † 15. August 1868) war ein deutscher Botaniker und Pfarrer. Sein offizielles botanisches Autorenkürzel lautet „Emmert“.

## Leben
Hauptberuflich war Friedrich Emmer ab 1829 Pfarrer in Maroldsweisach und bekleidete danach ab 1842 im königlichen protestantischen Dekanat die Pfarrstelle in Zell bei Schweinfurt und Weipoltshausen. Im Ruhestand zog er 1861 nach Schweinfurt und gründete dort 1862 den Naturwissenschaftlichen Verein Schweinfurt, dessen erster Vorsitzender er war. Er veröffentlichte 1852 mit seinem späteren Schwiegersohn Gottfried von Segnitz die Flora von Schweinfurt. Beide wurden vor allem wegen dieses Buches in die Leopoldina aufgenommen. Neben Pflanzen, Flechten und Moosen sammelte er auch Mineralien.
Er war Ehrenmitglied des Freien Deutschen Hochstifts und der Zoologisch-Botanischen Gesellschaft Wien und seit 1860 Mitglied der Naturforschenden Gesellschaft zu Bamberg.
Am 1. Januar 1852 wurde Friedrich Emmert unter der Präsidentschaft von Christian Gottfried Daniel Nees von Esenbeck mit dem akademischen Beinamen Fehr unter der Matrikel-Nr. 1633 als Mitglied in die Deutsche Akademie der Naturforscher Leopoldina aufgenommen.
Sein Herbarium mit rund 18.000 Pflanzen kam (zur Hälfte aus der Umgebung von Schweinfurt, zu einem Viertel aus dem Rest Europas und der Rest aus Südamerika und Südostasien) über den naturwissenschaftlichen Verein an die Stadt Schweinfurt (Stadtgeschichtliches Museum im Alten Gymnasium) und wurde in den 1990er Jahren von Lenz Meierott katalogisiert.
Sein Großonkel Johann Philipp Wolff war ebenfalls Botaniker und Arzt.

## Schriften
- mit Gottfried von Segnitz: Flora von Schweinfurt. Giegler, Schweinfurt 1852 (Digitalisat)